# Morild
|  | Alternativ betydning - Bebyggelsen Morild i Hjørring Kommune |
Morild er et naturfænomen, hvor havet synes at lyse eller glimte. Naturfænomenet baserer sig på at havlevende organismer udviser bioluminiscens. Der er mange mikrober og nogle havdyr, som kan forårsage morild. I danske farvande, er det som regel fure-alger i slægten Noctiluca; typisk arten Noctiluca scintillans.
Morild kan opstå spontant eller induceres af bevægelse, f.eks. fra skvulp, fisk eller mennesker. Nogle morildhændelser er så store og kraftige, at de kan ses fra satellitter.

## Etymologi
Ordet er af blandet oprindelse og er bl.a. dannet af ordene "mor" og det oldnordiske marr, der betyder henholdsvis "hensmuldrende masse" og "hav". Oldnordisk mǫrueldr, norsk morild, islandsk maurildi, svensk mareld og engelsk (især shetlandsdialekt) mareel.